# Vladimir Šeks
Vladimir Šeks (Eszék, 1943. január 1.) horvát ügyvéd és politikus. Az ország függetlenné válása óta horvát parlamenti képviselő, az Országgyűlés elnöki, valamint a kormányban miniszterelnök-helyettesi posztját töltötte be. 2000. január 5. és április 30. között a Horvát Demokratikus Közösség megbízott elnöke és az ellenzék vezetője volt.

## Élete és pályafutása
1966-ban diplomázott a Zágrábi Egyetem Jogi Karán. 1972-től 1981-es letartóztatásáig ügyvédként dolgozott. 1981-ben a kommunista Jugoszlávia elleni „államellenes tevékenység miatt elítélték, és 13 hónapot töltött az ógradiskai börtönben. Később másként gondolkodók ügyvédje volt, köztük az ún. „Belgrádi Hatost” védte (1984-85).
1990-ben egyik alapítója volt a Horvát Demokratikus közösség eszéki szervezetének. 1991-ben Horvátország alkotmányának egyik fő megfogalmazója volt. 1992-ben a Horvát Köztársaság államügyészévé nevezték ki. 1992 és 1995 között a Hrvoje Šarinić és Nikica Valentić vezette horvát kormány miniszterelnök-helyettese volt. 2003. december 22-től 2008. január 11-ig a horvát parlament elnöki tisztségét töltötte be.
2005. február 26-án 25 éves fiát, Domagojt miután egy nappal korábban a barátai jelentették eltűnését holtan találták az indiai Goában. Halálának pontos körülményeit soha nem derültek ki. 2009-ben Branimir Glavaš perében a védelem tanújaként szerepelt, de vallomását, mint „teljesen valószínűtlent” a tanácsvezető bíró később elutasította, a bíróság pedig a vádlottat bűnösnek ítélte. 2010-ben az Amnesty International nyilatkozatot adott ki, miszerint Šeks ellen a Glavas-perben tett tanúvallomása miatt eljárást kell indítani. 2011 januárjában az Igazságügyi Minisztérium az AI-jelentésre reagálva azt mondta, hogy következtetéseik Šeks esetében „önkényesek és tévesek”.
1997-ben Šeks nem volt hajlandó vádat emelni Miro Bajramović (egykori rendőr), Nebojša Hodak, Munib Suljić és Igor Mikola ellen, akik a délszláv háborúk idején Tomislav Mercep „Őszi esők” egységének tagjai voltak. A férfiak a Zágrábtól délkeletre fekvő Poljana Pakračkában fogolytábort működtettek, ahol a foglyokat áramütéssel, és benzinnel leöntve, elevenen égetve kínozták meg. Bajramovic elmondta, hogy majdnem az összes foglyot kivégezték, és tömegsírokba temették el. Néhány férfit, köztük Bajramovicot, később a helyi bíróságok perbe fogták. Bajramović, aki kijelentette, hogy Poljana Pakračkában 280 embert, Gospićban pedig 90-110 embert ölt meg, 12 év börtönbüntetést kapott.

## Fő művei
Šeks számos jogi és politikai értekezést, valamint számos publicisztikát és memoárt adott ki:
- Delikt mišljenja (1986.)
- Intimni dnevnik (1988.)
- Stara Gradiška (1988.)
- Tmina zatvorskog sna (1993.)
- Ogledi o slobodi savjesti (1994.)
- Opasna vremena (1997.)
- Politika i politikanstvo u Istri (1999.)
- Temeljci hrvatske državnosti (2005.)
- 1991. - moja sjećanja na stvaranje Hrvatske i Domovinski rat (1-2, 2015.)
- Državni udar (1-2, 2017.)

## Fordítás
Ez a szócikk részben vagy egészben  a   Vladimir Šeks című angol Wikipédia-szócikk ezen változatának fordításán alapul.  Az eredeti cikk szerkesztőit annak laptörténete sorolja fel. Ez a jelzés csupán a megfogalmazás eredetét és a szerzői jogokat jelzi, nem szolgál a cikkben szereplő információk forrásmegjelöléseként.